# Loweporus ochraceicinctus
Loweporus ochraceicinctus är en svampart som beskrevs av Corner 1989. Loweporus ochraceicinctus ingår i släktet Loweporus och familjen Polyporaceae.   Inga underarter finns listade i Catalogue of Life.